# フォト蔵
フォト蔵（フォトぞう）は、フォト蔵広告株式会社（Photozou Holdings（米国上場、証券コード:PTZH）の100%子会社）が運営する、ウェブ上で写真を共有するSNSサービスである。利用は無料。

## 歴史
- 2005年に開始。当初は招待制の写真の共有サイトであったが、2005年9月8日より招待制を廃止。
- 2006年2月20日からは、外部へのAPI提供を開始し、フォト蔵以外からもデータにアクセスできるようになった。
- 2006年3月3日より、動画の共有を開始。
- 2010年8月3日、運営会社ウノウがソフトバンク傘下のジンガに買収され[1]、同年10月1日よりウノウから社名変更されたジンガジャパンが新たな運営会社となった[2]。
- 2011年9月30日をもって、諸般の事情により動画共有サービスを終了。写真等の画像のみの共有サイトとなった。
- 2012年4月5日、サービスがジンガジャパンからデジタルガレージへ譲渡された[3]。
- 2014年7月1日、サービスがデジタルガレージ社からOFF Line社へ譲渡された[4]。
- 2016年8月、OFF Line社より分社し、フォト蔵株式会社が運営会社となった。
- 2017年5月、中古カメラ関連品の買取サービス「カメラ買取 by フォト蔵」を開始。
- 2019年10月　Photozou Holdings社がアメリカOTC市場に上場（証券コード：PTZH[5])
- 2021年1月 「プリベラ撮影会 大阪」をグループ化、撮影会事業を開始
- 2021年4月　中古カメラを日本で買い取り、アメリカ市場でアマゾン経由で販売開始[6]
- 2022年12月　無料の写真サイト[7]を公開
- 2023年2月　「プリベラ撮影会 東京」サービス開始
- 2023年5月　新サービス「フォト蔵SNS」[8]のテスト運用を開始

## 機能

### 写真アップロード機能
名前の由来となった当初からのサービスで、ウェブブラウザや携帯電話、貼る蔵などのツールを通して、写真をフォト蔵内にアップロードできる。アップロードできる画像の容量に制限はないが、登録直後は1ヶ月に1,000MBまでという制限がある。その後、フォト蔵ポイントが貯まると1ヶ月に最大3,000MBまで可能となった。また、1度に同時にアップロードできる画像枚数は100枚。
アップロードする写真は「アルバム」単位で管理される。各アルバムには名前と簡単な説明文を付けられる他、非公開を含む5段階から自由に公開範囲を選択できる。

### タグ機能
アップロードしたデータに対してタグを付与することができ、これにより、検索や分類ができるようになる。追加したタグは共有され、他のユーザーと連携した検索もできる。

### 友達
ユーザー同士で友達を登録することができる。写真を公開する際に、友達だけに公開することなどができる。

### 日記
ユーザー毎に日記を書くことができる。日記を書く際、自分の投稿した写真と結びつけることができる。一般的なブログ同様、他ユーザーによるコメント投稿機能もある。公開範囲も選択可能だが、個別に設定はできず、非公開にもできない。

### コミュニティ
フォト蔵内で、ユーザーが属するコミュニティを作成することができる。所属していると、そのコミュニティ向けにだけ画像を公開したり、コミュニティ向けにトピックを立てたりすることができる。

### 地図表示
投稿された写真をGoogle マップ上の任意の位置に結びつけることができる。写真を見る際に地図表示の機能を使うと、地図上で展開された画像の一覧を取得することができる。

### 外部ブログへの投稿
インターネット上に公開されている写真、動画であれば、その画像を自分のブログに貼り付けるためのデータを取得することができる。

### 検索
フォト蔵内のデータや、自分の投稿したデータの検索ができる。この際に、クリエイティブ・コモンズのライセンスに絞り込んで検索することができる。

### 外部API
REST形式のAPIを公開しており、これにより、フォト蔵のサイト以外からデータを投稿したり、アルバムを作成したりすることができる。認証はBasic認証で行っており、単純なURLへのPOST、GETを行うため、シェルスクリプトなどから容易に利用できる。レスポンスはXML形式で返され、クライアントはそれを処理することで、結果を受け取ることができる。
かつてはニコニコ動画がフォト蔵に投稿された動画データに対応していたが、2008年5月28日のメンテナンスをもって終了した。対応当時は著作物の削除に関しては厳しかったため、元々マッシュアップ動画の多いニコニコ動画では使いづらく、あまり利用者はいなかった。

## サービス

### 貼る蔵
フォト蔵への投稿のために作成された、Windows向けのクライアントソフト。動作環境はWindows 2000、Windows XP、Windows Vista。なお、.NET Framework 2.0が動作する環境が必要となる。指定した写真を一括して投稿できるほか、色の補正、画像への追記などが行える。

### カメラ買取 by フォト蔵
カメラおよび交換レンズ、カメラ関連品などを買取するサービス。ホームページ内のフォームおよび電話で事前に見積をし、宅配にて買取商品を郵送する宅配買取形式のサービス。

### 英語版
フォト蔵のサービスを英語にして展開した「Photozou」があり、ブラウザのユーザーエージェントが日本語である場合は、このドメインでアクセスしても日本語で表示される。

## 問題点
写真共有サイトとして現在も広く使われては居るものの、利用者増大に伴い、システムエラーや、トラブルも多く、そうしたシステム改善の声は多いものの、起動が重い、いざという時に開けない、アップロードできない、改変も多い、といった不具合となる場合が未だに多く、抜本改善には至っていない。
宣伝PRによってサイト自体が重くなっている側面もあり、様々な点での改変と改良が重ねられているといわれつものの、芳しいとは言い切れないものがある。